# جامباسا
جامباسا (به ایتالیایی: Gambasca) یک کومونه در ایتالیا است که در استان کونیو واقع شده‌است.

## خصوصیات
جامباسا ۵٫۸ کیلومترمربع مساحت و ۳۸۲ نفر جمعیت دارد.